# Roelof van Lennep
Jonkheer Roelof van Lennep (* 3. Oktober 1876 in Wiesbaden, Deutschland; † 13. September 1951 in Den Haag) war ein niederländischer Tennisspieler.

## Biografie
Roelof gehörte zum Adelsgeschlecht Van Lennep und trug deshalb auch den Titel Jonkheer. Van Lennep war Enkel des Dichters und Autors Jacob van Lennep.
Sein bestes Jahr im Tennis war 1905, als er alle drei Titel bei den nationalen niederländischen Meisterschaften gewann. Im Doppel gewann er zudem in den Jahren 1906, 1910 und 1911; im Mixed im Jahr 1909. 1908 nahm er am Tenniswettbewerb der Olympischen Sommerspiele in London teil. Im Einzel unterlag er zum Auftakt John F. Foulkes. Im Doppel nach einem Freilos in der ersten Runde spielte er ebenfalls zum Auftakt. Er spielte das Turnier an der Seite seines Bruders Christiaan van Lennep als Doppelpartner, der am erfolgreichsten aus der Familie spielte. Ein weiterer Bruder August wurde 1903 niederländischer Meister, seine Schwester Madzy gewann die Meisterschaften 1899–1901 jeweils im Doppel.
Roelof van Lennep gründete 1889 den ersten Fußballverein in seiner Heimatstadt Hilversum. Beruflich war er für Royal Dutch Shell und das Kali Tello coffee estate in den 1930er Jahren in Jakarta tätig.